# Wilamowice
Wilamowice é um município da Polônia, na voivodia da Silésia e no condado de Bielsko-Biała. Estende-se por uma área de 10,36 km², com 3 011 habitantes, segundo os censos de 2012, com uma densidade de 291 hab/km².